# Acer x freemanii 'Autumn Fantasy'
Acer x freemanii 'Autumn Fantasy é uma espécie de árvore do gênero Acer, pertencente à família Aceraceae.